# Liste der denkmalgeschützten Objekte in Hall in Tirol/M–Sa
Die Liste der denkmalgeschützten Objekte in Hall in Tirol/M-Sa enthält die 113 (von insgesamt 352) denkmalgeschützten, unbeweglichen Objekte der Stadtgemeinde Hall in Tirol mit den Straßennamen von M bis Sa.

## Denkmäler
| Foto  |                 | Denkmal | Standort                                 | Beschreibung | Metadaten |
| ----- | --------------- | --- | ---------------------------------------- | --- | --- |
| ja    | Datei hochladen | Bürgerhaus, Trenker-Haus HERIS-ID: 39134 Objekt-ID: 38845 TKK: 70159                                                                     | Marktgasse 1 Standort KG: Hall           | Das mächtige, viergeschoßige Eckhaus stammt im Kern aus dem 15./16. Jahrhundert. Es weist ein tiefes Grabendach und eine horizontal geschlossene Stirnmauer mit kassettenförmigem Stuckdekor und kleinen Dachbodenfenstern auf. An der Nordseite befindet sich ein dreiseitiger Polygonalerker und eine breit abgefaste Rundbogenöffnung aus Höttinger Breccie. Die Westfassade ist durch Erdbebenpfeiler aus Nagelfluh gegliedert. Im Inneren haben sich eine ehemalige Flurhalle mit Gewölbe auf wuchtiger Nagelfluhsäule und Holzkassettendecken erhalten. | BDA-Hist.: Q37987469 Status: Bescheid Stand der BDA-Liste: 2025-06-30 Name: Bürgerhaus, Trenker-Haus GstNr.: .193                                                                     |
| ja    | Datei hochladen | Bürgerhaus, Guarinoni-Haus HERIS-ID: 39135 Objekt-ID: 38846 TKK: 70161                                                                   | Milser Straße 1 Standort KG: Hall        | | BDA-Hist.: Q37987481 Status: Bescheid Stand der BDA-Liste: 2025-06-30 Name: Bürgerhaus, Guarinoni-Haus GstNr.: .95 Guarinonihaus                                                      |
| ja    | Datei hochladen | Begrenzungsmauer des ehem. Stiftsgartens HERIS-ID: 59939 Objekt-ID: 71631 TKK: 70169                                                     | bei Milser Straße 2 Standort KG: Hall    | Die nördliche Begrenzungsmauer des Gartens des Damenstifts wurde um 1570 errichtet. Sie ist in variierender Höhe in Bruchsteinmauerwerk aufgeführt und straßenseitig teils verputzt und mit Ziegelmauerwerk ergänzt, zum Stiftsgarten zur Gänze verputzt. Die Mauerkrone wurde im 20. Jahrhundert mit Betonziegeln gedeckt. Zugang bieten zwei Rundbogenportale mit abgefastem Steingewände. | BDA-Hist.: Q38089277 Status: Bescheid Stand der BDA-Liste: 2025-06-30 Name: Begrenzungsmauer des ehem. Stiftsgartens GstNr.: .268, .269, 48                                           |
| ja    | Datei hochladen | Pförtner-/Gärtnerhaus HERIS-ID: 105079 Objekt-ID: 122041 TKK: 70162                                                                      | Milser Straße 2 Standort KG: Hall        | Das eingeschoßige Gebäude am Eingang des Stiftsgartens stammt im Kern aus dem 16. Jahrhundert. Die Fassaden sind durch Fenster mit Hohlkehle, originelle Kamine und Steingewände gegliedert. Durch die Gartenmauer führt ein Rundbogenportal aus Nagelfluh. | BDA-Hist.: Q37804567 Status: Bescheid Stand der BDA-Liste: 2025-06-30 Name: Pförtner-/Gärtnerhaus GstNr.: .268 Milser Straße 2, Hall in Tirol                                         |
| ja    | Datei hochladen | Sommerhaus der Stiftsdamen HERIS-ID: 105081 Objekt-ID: 122043 TKK: 70164                                                                 | Milser Straße 2a Standort KG: Hall       | Das Sommerhaus im Stiftsgarten wurde 1715–1716 von Simon Gremblich errichtet. Der langgestreckte Bau ist eine verputzte Fachwerkkonstruktion mit Mittel- und Seitenrisaliten. An der westlichen Schmalseite befinden sich eine Treppe, Steinbaluster und Schmiedeeisengitter. Den Großteil des Gebäudes nimmt der große Festsaal (Magdalenensaal) mit sieben Fensterachsen ein. An den beiden Schmalseiten schließen zweigeschoßige, rechteckige Seitenrisalite in der Höhe des Festsaals mit kleinen Raumeinheiten an. Die nördliche Längsseite ist mit Architekturmalerei und einer als Mittelrisalit vorspringenden Kapelle (Annenkapelle) gegliedert. Die Wand- und Deckenmalereien im Inneren wurden 1716–1717 von Kaspar Waldmann geschaffen. | BDA-Hist.: Q37804578 Status: Bescheid Stand der BDA-Liste: 2025-06-30 Name: Sommerhaus der Stiftsdamen GstNr.: .270 Ehemaliges Sommerhaus des Damenstiftes                            |
| ja    | Datei hochladen | Kapelle hl. Josef HERIS-ID: 39136 Objekt-ID: 38847 TKK: 70165                                                                            | bei Milser Straße 2a Standort KG: Hall   | Die Kapelle im Stiftsgarten wurde 1670 erbaut und 1717 erweitert und mit einem schindelgedeckten, abgesetzten Dach gedeckt. Der kreuzgratgewölbte Innenraum weist eine Altarnische auf. Die Wand- und Gewölbemalereien wurden um 1717 von Kaspar Waldmann geschaffen und 1894 teilweise erneuert. | BDA-Hist.: Q37987491 Status: Bescheid Stand der BDA-Liste: 2025-06-30 Name: Kapelle hl. Josef GstNr.: .270 Hofkapelle, Josefskapelle (Hall in Tirol)                                  |
| ja    | Datei hochladen | Brunnenhaus HERIS-ID: 39142 Objekt-ID: 38853 TKK: 70167                                                                                  | bei Milser Straße 2a Standort KG: Hall   | Das Brunnenhaus im Stiftsgarten ist ein achteckiger barocker Holzbau aus dem 18. Jahrhundert mit offenen Rundbogenarkaden, Schindeldach und Laterne. Die Decke ist mit Akanthus- und Blumenmalerei geschmückt, Im Zentrum befindet sich ein bronzenes Brunnenbecken. | BDA-Hist.: Q37987539 Status: Bescheid Stand der BDA-Liste: 2025-06-30 Name: Brunnenhaus GstNr.: 44/1 Brunnenhaus, Hall in Tirol                                                       |
| ja    | Datei hochladen | Kapelle Maria Schnee HERIS-ID: 39143 Objekt-ID: 38854 TKK: 70166                                                                         | bei Milser Straße 2a Standort KG: Hall   | Die Kapelle im Stiftsgarten wurde 1670 errichtet. Der oktogonale Bau mit schindelgedecktem Zeltdach und Laterne hat ein Vordach auf Steinsäulen mit Volutengiebel von 1634. Das Innere weist ein Klostergewölbe und eine kleine Altarnische auf. | BDA-Hist.: Q37987551 Status: Bescheid Stand der BDA-Liste: 2025-06-30 Name: Kapelle Maria Schnee GstNr.: 44/1                                                                         |
| ja    | Datei hochladen | Bürgerhaus HERIS-ID: 39138 Objekt-ID: 38849 TKK: 70168                                                                                   | Milser Straße 3 Standort KG: Hall        | | BDA-Hist.: Q37987503 Status: Bescheid Stand der BDA-Liste: 2025-06-30 Name: Bürgerhaus GstNr.: .94                                                                                    |
| ja    | Datei hochladen | Wohnhaus, ehem. Wirtschaftsgebäude des Stiftsgartens und Portal HERIS-ID: 39141 Objekt-ID: 38852 TKK:                                    | Milser Straße 4 Standort KG: Hall        | | BDA-Hist.: Q37987529 Status: Bescheid Stand der BDA-Liste: 2025-06-30 Name: Wohnhaus, ehem. Wirtschaftsgebäude des Stiftsgartens und Portal GstNr.: 48 Milser Straße 4, Hall in Tirol |
| ja    | Datei hochladen | Gasthof Krippe HERIS-ID: 39139 Objekt-ID: 38850 TKK: 70170                                                                               | Milser Straße 5 Standort KG: Hall        | | BDA-Hist.: Q37987524 Status: Bescheid Stand der BDA-Liste: 2025-06-30 Name: Gasthof Krippe GstNr.: .93                                                                                |
| ja    | Datei hochladen | Sog. Knollhaus, Verwaltungsgebäude des Bezirkskrankenhauses (ehem. Isolierspital) HERIS-ID: 92178 Objekt-ID: 107077 TKK: 101758seit 2017 | Milser Straße 6 Standort KG: Hall        | Das Gebäude wurde um 1850 als Wohngebäude mit Stall und Stadel errichtet. Mit der Errichtung des heutigen Bezirkskrankenhauses wurde es 1914 nach Plänen von Hans Illmer umgebaut und diente zunächst als Isolierspital, ab 1958 als Bezirkssiechenheim, ab 1974 als Pflegeheim für Langzeitkranke und seit 1990 als Verwaltungsgebäude des Krankenhauses. Das zweigeschoßige gemauerte Mittelflurhaus mit mächtigem, geschweiftem Walmdach über breiter Hohlkehle weist regelmäßig gegliederte Fassaden auf. An der nordöstlichen Giebelseite führt ein überdachter Treppenaufgang aus der Zeit um 1915 zu einem breiten Segmentbogenportal. An der südwestlichen Giebelfassade befinden sich zwei rundbogig geschlossene Türöffnungen sowie im Obergeschoß ein zweiseitiger Erker. | BDA-Hist.: Q37758560 Status: Bescheid Stand der BDA-Liste: 2025-06-30 Name: Sog. Knollhaus, Verwaltungsgebäude des Bezirkskrankenhauses (ehem. Isolierspital) GstNr.: 464/2           |
| ja    | Datei hochladen | Begrenzungsmauer des ehem. Kiechelangers HERIS-ID: 12947 Objekt-ID: 9111 TKK: 70160                                                      | bei Milser Straße 9 Standort KG: Hall    | Die in Bruchsteinmauerwerk aufgeführte Begrenzungsmauer des Kiechlangers stammt aus dem 16. Jahrhundert, der straßenseitige Verputz und die teils mit Ziegeln, teils mit Holzschindeln gedeckte Mauerkrone wurden im 20. Jahrhundert ergänzt. Den Zugang ermöglichen vier vermutlich barockzeitliche Rundbogenportale mit abgefastem Gewände und eine rechteckige Durchfahrt. | BDA-Hist.: Q38149548 Status: § 57-Mandatsbescheid Stand der BDA-Liste: 2025-06-30 Name: Begrenzungsmauer des ehem. Kiechelangers GstNr.: 270/2, 270/3, 270/1                          |
| ja    | Datei hochladen | Ansitz, Thömlschlössl HERIS-ID: 39121 Objekt-ID: 38831 TKK: 70174                                                                        | Mitterweg 8 Standort KG: Hall            | → Hauptartikel : Thöml-Schlössl f1 | BDA-Hist.: Q16295021 Status: Bescheid Stand der BDA-Liste: 2025-06-30 Name: Ansitz, Thömlschlössl GstNr.: .451/3                                                                      |
| ja    | Datei hochladen | Bürgerhaus HERIS-ID: 39144 Objekt-ID: 38855 TKK: 70175                                                                                   | Münzergasse 1 Standort KG: Hall          | | BDA-Hist.: Q37987562 Status: Bescheid Stand der BDA-Liste: 2025-06-30 Name: Bürgerhaus GstNr.: .287                                                                                   |
| ja    | Datei hochladen | Bürgerhaus HERIS-ID: 43928 Objekt-ID: 44623 TKK: 70176                                                                                   | Münzergasse 2 Standort KG: Hall          | | BDA-Hist.: Q38005765 Status: Bescheid Stand der BDA-Liste: 2025-06-30 Name: Bürgerhaus GstNr.: .288                                                                                   |
| ja    | Datei hochladen | Bürgerhaus HERIS-ID: 43929 Objekt-ID: 44624 TKK: 70177                                                                                   | Münzergasse 3 Standort KG: Hall          | Das viergeschoßige Gebäude mit Grabendach und horizontaler Blendmauer mit profiliertem Gesims und Hohlkehle reicht ins 14. Jahrhundert zurück, der Baukern wurde auf ca. 1332 dendrodatiert. Die Fassade ist schmucklos und einfach gegliedert. Im Inneren haben sich mehrere gotische Baudetails wie zwei segmentbogige Nagelfluhportale und ein spitzbogig gewölbter Flur erhalten. | BDA-Hist.: Q38005774 Status: Bescheid Stand der BDA-Liste: 2025-06-30 Name: Bürgerhaus GstNr.: .289                                                                                   |
| ja    | Datei hochladen | Bürgerhaus HERIS-ID: 43930 Objekt-ID: 44625 TKK: 70178                                                                                   | Münzergasse 4 Standort KG: Hall          | Das viergeschoßige, dreiachsige Gebäude mit Satteldach und flachem, horizontal verlaufendem Gesims zwischen Erdgeschoß und erstem Obergeschoß stammt aus dem 16. Jahrhundert. Im Erdgeschoß befinden sich zwei Türöffnungen sowie eine Fensteröffnung, alle mit abgefastem Segmentbogenabschluss. | BDA-Hist.: Q38005785 Status: Bescheid Stand der BDA-Liste: 2025-06-30 Name: Bürgerhaus GstNr.: 67                                                                                     |
| ja    | Datei hochladen | Bürgerhaus HERIS-ID: 39145 Objekt-ID: 38856 TKK: 70179                                                                                   | Münzergasse 5 Standort KG: Hall          | Das mächtige viergeschoßige Gebäude über unregelmäßig hakenförmigem Grundriss mit Satteldach und einfacher Außengliederung stammt im Kern aus dem 16. Jahrhundert und wurde 1987 generalsaniert. | BDA-Hist.: Q37987572 Status: Bescheid Stand der BDA-Liste: 2025-06-30 Name: Bürgerhaus GstNr.: .291                                                                                   |
| ja    | Datei hochladen | Bürgerhaus HERIS-ID: 55392 Objekt-ID: 64032 TKK: 70180                                                                                   | Münzergasse 7 Standort KG: Hall          | | BDA-Hist.: Q38065292 Status: § 2a Stand der BDA-Liste: 2025-06-30 Name: Bürgerhaus GstNr.: .486, 592                                                                                  |
| ja    | Datei hochladen | Städtischer Bauhof HERIS-ID: 109820 Objekt-ID: 127457 TKK:                                                                               | Münzergasse 9 Standort KG: Hall          | | BDA-Hist.: Q37815567 Status: § 2a Stand der BDA-Liste: 2025-06-30 Name: Städtischer Bauhof GstNr.: .486, 592, 590                                                                     |
| ja    | Datei hochladen | Ehem. Bezirksforstinspektion HERIS-ID: 55415 Objekt-ID: 64064 TKK: 70181                                                                 | Münzergasse 14 Standort KG: Hall         | | BDA-Hist.: Q38065397 Status: Bescheid Stand der BDA-Liste: 2025-06-30 Name: Ehem. Bezirksforstinspektion GstNr.: .488 Münzergasse 14, Hall in Tirol                                   |
| ja    | Datei hochladen | Bürgerhaus HERIS-ID: 39147 Objekt-ID: 38858 TKK: 70182                                                                                   | Mustergasse 1 Standort KG: Hall          | Das viergeschoßige, gotische Haus mit Grabendach und Blendgiebel stammt im Kern aus dem 15. Jahrhundert. Die fünfachsige Fassade ist durch einen dreiseitigen Polygonalerker, eine Erdbebenmauer und ein rundbogiges Barockportal aus Nagelfluh mit Lünettenfenster aus dem 17. Jahrhundert gegliedert. Im Inneren haben sich eine große Flurhalle, ein Lichtschacht und verschiedene gotische Baudetails erhalten. | BDA-Hist.: Q37987591 Status: Bescheid Stand der BDA-Liste: 2025-06-30 Name: Bürgerhaus GstNr.: .157                                                                                   |
| ja    | Datei hochladen | Bürgerhaus HERIS-ID: 39113 Objekt-ID: 38823 TKK: 70183                                                                                   | Mustergasse 2 Standort KG: Hall          | Das Doppelhaus mit Baukern aus dem zweiten Drittel des 14. Jahrhunderts ist an der Rückseite mit dem Haus Eugenstraße 3 verbunden. Die linke Haushälfte hat vier Geschoße mit Satteldach, Blendgiebel und unregelmäßiger Fassade, die durch einen zweigeschoßigen und einen eingeschoßigen dreiseitigen Polygonalerker, ein abgefastes Rundbogenportal und vier Erdbebenpfeiler gegliedert ist. Die rechte Haushälfte ist dreigeschoßig mit doppeltem Satteldach, zwei dreiseitigen Polygonalerkern im Erdgeschoß und einem breit abgefasten Rundbogenportal. Im Inneren der beiden Häuser haben sich spätgotische Balkendecken, ein Lichtschacht sowie spätgotische Wandmalereien in Fresko-Secco-Technik, die die Kreuzigung sowie eine Ansicht von Hall darstellen, erhalten. | BDA-Hist.: Q37987237 Status: Bescheid Stand der BDA-Liste: 2025-06-30 Name: Bürgerhaus GstNr.: .167                                                                                   |
| ja    | Datei hochladen | Bürgerhaus, ehem. Gasthaus zum Löwen HERIS-ID: 39148 Objekt-ID: 38859 TKK: 70184                                                         | Mustergasse 3 Standort KG: Hall          | Das viergeschoßige Gebäude mit traufseitig zur Straße orientiertem Satteldach stammt im Kern aus dem zweiten Drittel des 14. Jahrhunderts. Die im 19. Jahrhundert gestaltete Fassade ist mit geputzten, geohrten Fensterfaschen und einem flachen, dreiseitigen Polygonalerker gegliedert. Das Erdgeschoß ist größtenteils vermauert, unter dem Erker befindet sich ein korbbogiges Nagelfluhportal. Im Inneren haben sich Gewölbe und weitere gotische Baudetails erhalten. | BDA-Hist.: Q37987601 Status: Bescheid Stand der BDA-Liste: 2025-06-30 Name: Bürgerhaus, ehem. Gasthaus zum Löwen GstNr.: .156                                                         |
| ja    | Datei hochladen | Bürgerhaus HERIS-ID: 43931 Objekt-ID: 44626 TKK: 70185                                                                                   | Mustergasse 4 Standort KG: Hall          | Das viergeschoßige, vierachsige Gebäude mit Grabendach und flachem Blendgiebel stammt im Kern aus dem 15. Jahrhundert. An der Fassade befindet sich ein zweigeschoßiger, dreiseitiger Polygonalerker mit starken Gesimsen, im Erdgeschoß ein kräftiges, abgefastes Rundbogenportal aus Kramsacher Marmor. Im Inneren haben sich ein Flurgewölbe und eine gotische Holzbalkendecke im Obergeschoß erhalten. | BDA-Hist.: Q38005795 Status: Bescheid Stand der BDA-Liste: 2025-06-30 Name: Bürgerhaus GstNr.: .172                                                                                   |
| ja    | Datei hochladen | Bürgerhaus HERIS-ID: 43932 Objekt-ID: 44627 TKK: 70186                                                                                   | Mustergasse 5 Standort KG: Hall          | Das viergeschoßige Gebäude mit Grabendach stammt im Kern aus dem 15. Jahrhundert. Die Fassade ist durch einen zweigeschoßigen Polygonalerker in der Mittelachse, ein über der Sockelzone verlaufendes Gesims und ein Rundbogenportal gegliedert. | BDA-Hist.: Q38005805 Status: Bescheid Stand der BDA-Liste: 2025-06-30 Name: Bürgerhaus GstNr.: .153                                                                                   |
| ja    | Datei hochladen | Bürgerhaus, Seifensiederhaus HERIS-ID: 39149 Objekt-ID: 38860 TKK: 70187                                                                 | Mustergasse 6 Standort KG: Hall          | Das viergeschoßige Wohnhaus mit flachem, traufseitig zur Straße orientiertem Satteldach stammt im Kern aus dem 14. Jahrhundert. Die fünfachsige Straßenfassade wird durch ein Kranzgesims abgeschlossen und durch ein breites Rundbogenportal aus Kramsacher Marmor mit darüber liegender Mauernische, zwei dreiseitige Polygonalerker und mehrere dekorative, kleeblattförmige Maueranker gegliedert. Im Inneren haben sich ein weites Stichkappengewölbe und weitere gotische Baudetails erhalten. | BDA-Hist.: Q37987611 Status: Bescheid Stand der BDA-Liste: 2025-06-30 Name: Bürgerhaus, Seifensiederhaus GstNr.: .173                                                                 |
| ja    | Datei hochladen | Bürgerhaus HERIS-ID: 43933 Objekt-ID: 44628 TKK: 70188                                                                                   | Mustergasse 7 Standort KG: Hall          | Das viergeschoßige Haus über hakenförmigem Grundriss mit Satteldach und einfacher Fassadengliederung stammt im Kern aus dem 15. Jahrhundert. An der einachsigen Straßenfassade befindet sich ein dreiseitiger Polygonalerker, im Innenhof ein runder Treppenturm mit schrägen Fenstern und abschließendem Zeltdach. | BDA-Hist.: Q38005814 Status: Bescheid Stand der BDA-Liste: 2025-06-30 Name: Bürgerhaus GstNr.: .152                                                                                   |
| ja    | Datei hochladen | Bürgerhaus HERIS-ID: 43934 Objekt-ID: 44629 TKK: 70189                                                                                   | Mustergasse 9 Standort KG: Hall          | Das aus dem 15./16. Jahrhundert stammende Gebäude mit Kern aus dem 14. Jahrhundert wurde 1957 stark verändert. Das viergeschoßige, unregelmäßig gegliederte Gebäude mit Grabendach weist ein mächtiges Einfahrtstor mit flachem Segmentbogenabschluss, einen rundbogig geschlossene Hauseingang sowie einen flachen, zweigeschoßigen Polygonalerker in der Mittelachse der Obergeschoße auf. | BDA-Hist.: Q38005824 Status: Bescheid Stand der BDA-Liste: 2025-06-30 Name: Bürgerhaus GstNr.: .149                                                                                   |
| ja    | Datei hochladen | Bürgerhaus HERIS-ID: 39150 Objekt-ID: 38861 TKK: 70190                                                                                   | Mustergasse 11 Standort KG: Hall         | Das viergeschoßige Wohnhaus mit Satteldach und hochgezogener Stirnmauer mit flachem Fassadengiebel stammt im Kern aus dem 15./16. Jahrhundert und wurde im 19. und 20. Jahrhundert geringfügig verändert. Die dreiachsige Straßenfassade ist durch kleine Dachbodenfenster, zwei Polygonalerker und Fenster mit spätgotischen Nagelfluhlaibungen im Erdgeschoß gegliedert. Im Inneren haben sich ein schmaler, tonnengewölbter Flur mit Stichkappen, weitere gewölbte Räume sowie eine schmale Wendeltreppe mit Lichtschacht erhalten. | BDA-Hist.: Q37987621 Status: Bescheid Stand der BDA-Liste: 2025-06-30 Name: Bürgerhaus GstNr.: .148                                                                                   |
| ja    | Datei hochladen | Stadtbrunnen HERIS-ID: 11727 Objekt-ID: 7840 TKK: 70204                                                                                  | Oberer Stadtplatz Standort KG: Hall      | Der Brunnen am Oberen Stadtplatz besteht aus einer Marmorschale, einer Marmorsäule mit einer Figur der Immaculata von Johann Högele von 1776 und einem Wasserspeier aus Bronze von Stephan Godl aus der ersten Hälfte des 16. Jahrhunderts. | BDA-Hist.: Q38110747 Status: § 2a Stand der BDA-Liste: 2025-06-30 Name: Stadtbrunnen GstNr.: 934/1 Stadtbrunnen, Hall in Tirol                                                        |
| ja    | Datei hochladen | Rathaus, ehem. Königshaus HERIS-ID: 43935 Objekt-ID: 44630 TKK: 70191                                                                    | Oberer Stadtplatz 1 Standort KG: Hall    | 1405 schenkte Herzog Leopold IV. das sogenannte Königshaus der Stadt Hall, die es seither als Rathaus nutzt. Nach einem Brand 1447 wurde es in der bis heute bestehenden Form als dreigeschoßiger Bau unter hohem Walmdach wiedererrichtet. 1536 wurde östlich ein drei- bis viergeschoßiger Flügel mit Grabendach und gerader Stirnmauer angebaut. Das Äußere zeigt zahlreiche bemerkenswerte Baudetails wie Arkaden, Erker, Wappen, eine Rolandstatue, weitere Steinfiguren, einen von Alexander Colin geschaffenen Epitaph und Mosaiken. Im Innerenhaben sich die Ratsstube, Gewölbe, ein Brunnen und Getäfel erhalten. | BDA-Hist.: Q38005835 Status: Bescheid Stand der BDA-Liste: 2025-06-30 Name: Rathaus, ehem. Königshaus GstNr.: .51 Rathaus (Hall in Tirol)                                             |
| ja    | Datei hochladen | Stadtamt, Rosenhaus HERIS-ID: 43936 Objekt-ID: 44631 TKK: 70192                                                                          | Oberer Stadtplatz 2 Standort KG: Hall    | Das im Kern aus dem 13. Jahrhundert stammende gotische Gebäude ist mit einer barocken Fassade mit geschwungenem Giebel versehen. Die Fassade ist mit profilierten Putzfaschen um die Fenster, Rundbögen, einem zweigeschoßigen Trapezerker und Erdbebenpfeilern gegliedert. Im Inneren haben sich gewölbte Räume mit zahlreichen gotischen Baudetails erhalten. | BDA-Hist.: Q38005845 Status: Bescheid Stand der BDA-Liste: 2025-06-30 Name: Stadtamt, Rosenhaus GstNr.: .52                                                                           |
| ja    | Datei hochladen | Bürgerhaus HERIS-ID: 43937 Objekt-ID: 44632 TKK: 70193                                                                                   | Oberer Stadtplatz 3 Standort KG: Hall    | Das fünfgeschoßige Gebäude an der Ecke zur Wallpachgasse stammt im Kern aus dem 16. Jahrhundert und wurde mehrfach umgebaut. 1967 wurden die Fassaden renoviert und das Geschäft im Erdgeschoß umgebaut. Es weist eine dreiachsige West- und eine vierachsige Südfassade auf. | BDA-Hist.: Q38005854 Status: Bescheid Stand der BDA-Liste: 2025-06-30 Name: Bürgerhaus GstNr.: .114                                                                                   |
| ja    | Datei hochladen | Wohn- und Geschäftshaus, ehem. Gasthaus Stach, Zu den drei Lilien HERIS-ID: 39151 Objekt-ID: 38862 TKK: 70194                            | Oberer Stadtplatz 4 Standort KG: Hall    | Das heute als Wohn-, Geschäfts- und Gasthaus genutzte Gebäude stammt aus dem 16. Jahrhundert. Das viergeschoßige Eckhaus über rechteckigem Grundriss weist ein waagrechten, durch eine abgesetzte Hohlkehle gegliederten oberen Abschluss und ein Grabendach auf. Die unregelmäßige Fassade zur Rosengasse ist durch Erdbebenpfeiler aus Höttinger Breccie, ein flach abgefastes Rundbogenportal und zwei charakteristische Wasserausläufe gegliedert. Die Fassade zum Oberen Stadtplatz weist Erdbebenpfeiler, Korbbogen- bzw. Rundbogenöffnungen aus Nagelfluh und einen Polygonalerker auf. Im Inneren haben sich ein Lichthof, Gewölbe und Segmentbogenöffnungen erhalten. | BDA-Hist.: Q37987631 Status: Bescheid Stand der BDA-Liste: 2025-06-30 Name: Wohn- und Geschäftshaus, ehem. Gasthaus Stach, Zu den drei Lilien GstNr.: .155                            |
| ja    | Datei hochladen | Apotheke HERIS-ID: 39152 Objekt-ID: 38863 TKK: 70195                                                                                     | Oberer Stadtplatz 5 Standort KG: Hall    | Das viergeschoßige Gebäude mit auffallend hohem Erdgeschoß und mächtigem Walmdach stammt im Kern aus dem 15. Jahrhundert. Die fünfachsige Westfassade ist durch ein breit abgefastes Korbbogenportal, Erdbebenmauern aus mächtigen Nagelfluhquadern (um 1670) und Fenster mit tiefen Hohlkehlen gegliedert. An der Südwestecke hat sich ein alter Reiterstein erhalten. | BDA-Hist.: Q37987641 Status: Bescheid Stand der BDA-Liste: 2025-06-30 Name: Apotheke GstNr.: .158                                                                                     |
| ja    | Datei hochladen | Bergbaumuseum, ehem. Schmalzwaage HERIS-ID: 39153 Objekt-ID: 38864 TKK: 70196                                                            | Oberer Stadtplatz 6 Standort KG: Hall    | Das eingeschoßige, im Kern gotische Gebäude geht ins 15. Jahrhundert zurück. Das ursprünglich viergeschoßige „Fürstenhaus“ wurde nach dem Erdbeben von 1670 als Lebensmittelmagazin für die Bergknappen genutzt. Der Bau über annähernd quadratischem Grundriss mit weitem Satteldach mit Dachgauben und kleinem Innenhof weist mehrere breit gefaste Marmorportale und Nagelfluh-Rahmungen um alle Fenster auf. Im Inneren haben sich weite, spätgotische Gewölbe und weitere gotische Baudetails erhalten. | BDA-Hist.: Q37987650 Status: Bescheid Stand der BDA-Liste: 2025-06-30 Name: Bergbaumuseum, ehem. Schmalzwaage GstNr.: .162                                                            |
| ja    | Datei hochladen | Bürgerhaus HERIS-ID: 43938 Objekt-ID: 44633 TKK: 70197                                                                                   | Oberer Stadtplatz 7 Standort KG: Hall    | Das viergeschoßige, schmale Gebäude mit Pultdach und unregelmäßiger Fassadengliederung weist mit der Westseite zum Langen Graben und stammt im Kern aus dem 16. Jahrhundert. Im Inneren haben sich weite Gewölbe und gotische Baudetails erhalten. | BDA-Hist.: Q38005864 Status: Bescheid Stand der BDA-Liste: 2025-06-30 Name: Bürgerhaus GstNr.: .160                                                                                   |
| ja    | Datei hochladen | Bürgerhaus, Stubenhaus HERIS-ID: 39154 Objekt-ID: 38865 TKK: 70198                                                                       | Oberer Stadtplatz 8 Standort KG: Hall    | Das schmale, langgestreckte, zwei- bis dreigeschoßige Gebäude mit Grabendach und flachen Fassadengiebeln stammt aus dem 15. Jahrhundert. Es diente einst als Sitz der von Florian Waldauf 1508 gegründeten Stubengesellschaft. Das Gebäude weist eine mächtige, unregelmäßige West- und Ostfassade auf. Die schmale Nordseite zum Oberen Stadtplatz ist mit vermauerten Zinnen bewehrt und wird von zwei über Eck gestellten Rechteckerkern gerahmt. Sowohl außen als auch innen haben sich qualitätvolle Baudetails erhalten. Das Äußere weist ein Marmorportal, Kamine, Erdbebenpfeiler und eine Portalstiege auf, im Inneren haben sich eine Balkendecke von 1447 und Stichkappengewölbe erhalten. | BDA-Hist.: Q37987660 Status: Bescheid Stand der BDA-Liste: 2025-06-30 Name: Bürgerhaus, Stubenhaus GstNr.: .159 Stubenhaus, Hall in Tirol                                             |
| ja    | Datei hochladen | Geschäftslokal HERIS-ID: 43939 Objekt-ID: 44634 TKK: 70199                                                                               | Oberer Stadtplatz 9 Standort KG: Hall    | Die eingeschoßigen, mit einem gemeinsamen Dach gedeckten Geschäftsvorbauten entlang der alten Friedhofsmauer um die Pfarrkirche und unterhalb der Josefskapelle gehen im Kern auf das 15./16. Jahrhundert zurück und prägen das Stadtbild am Oberen Stadtplatz. | BDA-Hist.: Q38005874 Status: Bescheid Stand der BDA-Liste: 2025-06-30 Name: Geschäftslokal GstNr.: .7                                                                                 |
| ja    | Datei hochladen | Geschäftslokal HERIS-ID: 43942 Objekt-ID: 44637 TKK: 70200                                                                               | Oberer Stadtplatz 10 Standort KG: Hall   | Die eingeschoßigen, mit einem gemeinsamen Dach gedeckten Geschäftsvorbauten entlang der alten Friedhofsmauer um die Pfarrkirche und unterhalb der Josefskirche gehen im Kern auf das 15./16. Jahrhundert zurück und prägen das Stadtbild am Oberen Stadtplatz. | BDA-Hist.: Q38005901 Status: Bescheid Stand der BDA-Liste: 2025-06-30 Name: Geschäftslokal GstNr.: .6                                                                                 |
| ja    | Datei hochladen | Geschäftslokal HERIS-ID: 43943 Objekt-ID: 44638 TKK: 70201                                                                               | Oberer Stadtplatz 11 Standort KG: Hall   | Die eingeschoßigen, mit einem gemeinsamen Dach gedeckten Geschäftsvorbauten entlang der alten Friedhofsmauer um die Pfarrkirche und unterhalb der Josefskirche gehen im Kern auf das 15./16. Jahrhundert zurück und prägen das Stadtbild am Oberen Stadtplatz. | BDA-Hist.: Q38005910 Status: Bescheid Stand der BDA-Liste: 2025-06-30 Name: Geschäftslokal GstNr.: .5                                                                                 |
| ja    | Datei hochladen | Geschäftslokal HERIS-ID: 43940 Objekt-ID: 44635 TKK: 70202                                                                               | Oberer Stadtplatz 12 Standort KG: Hall   | Die eingeschoßigen, mit einem gemeinsamen Dach gedeckten Geschäftsvorbauten entlang der alten Friedhofsmauer um die Pfarrkirche und unterhalb der Josefskirche gehen im Kern auf das 15./16. Jahrhundert zurück und prägen das Stadtbild am Oberen Stadtplatz. | BDA-Hist.: Q38005882 Status: Bescheid Stand der BDA-Liste: 2025-06-30 Name: Geschäftslokal GstNr.: .4                                                                                 |
| ja    | Datei hochladen | Geschäftslokal HERIS-ID: 43941 Objekt-ID: 44636 TKK: 70203                                                                               | Oberer Stadtplatz 13 Standort KG: Hall   | Die eingeschoßigen, mit einem gemeinsamen Dach gedeckten Geschäftsvorbauten entlang der alten Friedhofsmauer um die Pfarrkirche und unterhalb der Josefskirche gehen im Kern auf das 15./16. Jahrhundert zurück und prägen das Stadtbild am Oberen Stadtplatz. | BDA-Hist.: Q38005892 Status: Bescheid Stand der BDA-Liste: 2025-06-30 Name: Geschäftslokal GstNr.: .3                                                                                 |
| ja    | Datei hochladen | Remise der Lokalbahn Hall-Innsbruck HERIS-ID: 109815 Objekt-ID: 127452 TKK: 70436                                                        | Pfannhausstraße 2 Standort KG: Hall      | Das Remisengebäude wurde um 1890 für die Lokalbahn Innsbruck–Hall in Tirol errichtet. Es besteht aus einer eingeschoßigen Halle mit Satteldach und einem westlich anschließenden zweigeschoßigen Verwaltungshaus. Die Fassaden sind mit Putzfaschenrahmungen um die Fenster, Gesimsen und Lisenen gegliedert. | BDA-Hist.: Q37815558 Status: § 2a Stand der BDA-Liste: 2025-06-30 Name: Remise der Lokalbahn Hall-Innsbruck GstNr.: .565                                                              |
| ja    | Datei hochladen | Magdalenenkapelle HERIS-ID: 43926 Objekt-ID: 44621 TKK: 70207                                                                            | Pfarrplatz Standort KG: Hall             | Die 1330 erstmals erwähnte Magdalenenkapelle war ursprünglich eine doppelgeschoßige Kapelle. Die untere Gruftkapelle dient heute als Geschäftslokal, das Obergeschoß wurde 1923 zur Kriegergedächtniskapelle umgestaltet. Der rechteckige Bau ist mit unverputzten Buckelquadermauern, spitzbogigen Maßwerkfenstern und zwei profilierten, spitzbogigen Portalen gegliedert und mit einem Zeltdach gedeckt. Das Innere weist ein Sternrippengewölbe, ein gotisches Sakramentshäuschen sowie gotische Wandgemälde vom Anfang 15. Jahrhundert und aus den Jahren 1466 und 1610 auf. Anmerkung: Identadresse Langer Graben 7 | BDA-Hist.: Q38005744 Status: Bescheid Stand der BDA-Liste: 2025-06-30 Name: Magdalenenkapelle GstNr.: .13 Kriegergedächtniskapelle (Hall in Tirol)                                    |
| ja    | Datei hochladen | Ehem. Friedhof, Arkaden und Aufgang HERIS-ID: 43944 Objekt-ID: 44639 TKK: 70206                                                          | Pfarrplatz Standort KG: Hall             | Westlich an die Josefskapelle schließt sich ein gotischer Arkadengang des ehemaligen Friedhofs um die Stadtpfarrkirche an, der eine Schnitzgruppe der Kreuztragung Christi aus der ersten Hälfte des 19. Jahrhunderts und Grabsteine aus dem 15. und 16. Jahrhundert beherbergt. | BDA-Hist.: Q38005920 Status: Bescheid Stand der BDA-Liste: 2025-06-30 Name: Ehem. Friedhof, Arkaden und Aufgang GstNr.: 939                                                           |
| ja    | Datei hochladen | Stadtpfarrkirche hl. Nikolaus HERIS-ID: 43945 Objekt-ID: 44640 TKK: 70205                                                                | Pfarrplatz Standort KG: Hall             | → Hauptartikel : Pfarrkirche St. Nikolaus (Hall in Tirol) f1 | BDA-Hist.: Q1508384 Status: Bescheid Stand der BDA-Liste: 2025-06-30 Name: Stadtpfarrkirche hl. Nikolaus GstNr.: .1 Stadtpfarrkirche (Hall in Tirol)                                  |
| ja    | Datei hochladen | Josefskapelle HERIS-ID: 43946 Objekt-ID: 44641 TKK: 70206                                                                                | Pfarrplatz Standort KG: Hall             | Die Kapelle wurde um 1690 anstelle eines spätgotischen Vorgängerbaus errichtet und 1698 geweiht. Der längliche, achtseitige Bau mit achteckiger Kuppel, Laterne und ostseitig angebauter Sakristei ist durch Eckpilaster und ein profiliertes Dachgesims gegliedert und weist ein spätgotisches Westportal (um 1500) auf. Innen ist der Zentralraum mit Deckenmalereien von Johann Geyer von 1698 geschmückt. | BDA-Hist.: Q38005947 Status: Bescheid Stand der BDA-Liste: 2025-06-30 Name: Josefskapelle GstNr.: .2 Josefskapelle (Hall in Tirol)                                                    |
| ja    | Datei hochladen | Kruzifix am Pfarrplatz HERIS-ID: 11726 Objekt-ID: 7839 TKK: 70439seit 2017                                                               | Pfarrplatz Standort KG: Hall             | Das barocke Kruzifix mit lebensgroßem Corpus vom Dreinageltypus wurde Anfang des 18. Jahrhunderts von Franz Stöckl als Teil einer Grabstätte des alten Friedhofs um die Pfarrkirche geschaffen. Nach Auflassung des Friedhofs wurde das Kruzifix vermutlich um 1930 in an seinen heutigen Ort versetzt und mit einer Erinnerungstafel an die Gefallenen des Bayerischen Rummels von 1703 versehen. | BDA-Hist.: Q38110723 Status: Bescheid Stand der BDA-Liste: 2025-06-30 Name: Kruzifix am Pfarrplatz GstNr.: 939 Kruzifix am Pfarrplatz, Hall in Tirol                                  |
| ja    | Datei hochladen | Wohnhaus HERIS-ID: 43947 Objekt-ID: 44642 TKK: 70208                                                                                     | Pfarrplatz 1 Standort KG: Hall           | | BDA-Hist.: Q38005956 Status: Bescheid Stand der BDA-Liste: 2025-06-30 Name: Wohnhaus GstNr.: .42                                                                                      |
| ja BW | Datei hochladen | Bürgerhaus, Schneiderkirchl HERIS-ID: 43948 Objekt-ID: 44643 TKK: 70209                                                                  | Pfarrplatz 3 Standort KG: Hall           | | BDA-Hist.: Q38005967 Status: Bescheid Stand der BDA-Liste: 2025-06-30 Name: Bürgerhaus, Schneiderkirchl GstNr.: .18/2, .20                                                            |
| ja    | Datei hochladen | Bürgerhaus, ehem. Mesnerhaus HERIS-ID: 39155 Objekt-ID: 38866 TKK: 70210                                                                 | Pfarrplatz 4 Standort KG: Hall           | | BDA-Hist.: Q37987670 Status: Bescheid Stand der BDA-Liste: 2025-06-30 Name: Bürgerhaus, ehem. Mesnerhaus GstNr.: .15                                                                  |
| ja    | Datei hochladen | Ansitz Scheidenstein HERIS-ID: 39156 Objekt-ID: 38867 TKK: 70213                                                                         | Recheisstraße 1 Standort KG: Hall        | | BDA-Hist.: Q37987679 Status: Bescheid Stand der BDA-Liste: 2025-06-30 Name: Ansitz Scheidenstein GstNr.: .364                                                                         |
| ja    | Datei hochladen | Bürgerhaus HERIS-ID: 43949 Objekt-ID: 44644 TKK: 70220                                                                                   | Rosengasse 1 Standort KG: Hall           | Das viergeschoßige, vier- bzw. fünfachsige Gebäude mit Satteldach und profiliertem Kranzgesims stammt im Kern aus dem 16. Jahrhundert. Die Fassade ist durch zwei Polygonalerker, Putzfaschenrahmungen an den Fenstern und ein Horizontalgesims zwischen Erdgeschoß und erstem Obergeschoß gegliedert. In der Erdgeschoßzone befinden sich ein rundbogiges Geschäftsportal sowie ein Eingang mit geradem Abschluss und Holztür. | BDA-Hist.: Q38005977 Status: Bescheid Stand der BDA-Liste: 2025-06-30 Name: Bürgerhaus GstNr.: .137                                                                                   |
| ja    | Datei hochladen | Bürgerhaus, Faistenberger-Haus HERIS-ID: 39157 Objekt-ID: 38868 TKK: 70221                                                               | Rosengasse 2 Standort KG: Hall           | Das sehr breite, dreigeschoßige ehemalige Doppelhaus über unregelmäßigem Grundriss mit Grabendach stammt im Kern aus dem 15. Jahrhundert. Die siebenachsige Straßenfassade ist mit drei zweigeschoßigen Polygonalerkern gegliedert und wird von einer Stirnmauer mit querovalen Öffnungen abgeschlossen. Im Erdgeschoß befinden sich zwei gotische, korbbogig geschlossene, breit abgefaste Nagelfluhportale. Der Innenhof weist zahlreiche Baudetails und einen runden Treppenturm an der Südwestecke auf. Im Inneren haben sich gotische Baudetails erhalten. | BDA-Hist.: Q37987691 Status: Bescheid Stand der BDA-Liste: 2025-06-30 Name: Bürgerhaus, Faistenberger-Haus GstNr.: .154                                                               |
| ja    | Datei hochladen | Bürgerhaus HERIS-ID: 39158 Objekt-ID: 38869 TKK: 70222                                                                                   | Rosengasse 3 Standort KG: Hall           | Das viergeschoßige, bis zur Schlossergasse reichende Gebäude über unregelmäßigem Grundriss mit Grabendach stammt im Kern aus dem zweiten Drittel des 14. Jahrhunderts. Die fünfachsige Straßenfassade ist durch drei zweigeschoßige, gotische Polygonalerker mit gekehlten Anlauf und Zeltdach gegliedert. Im Erdgeschoß befinden sich ein breit abgeschrägtes Rundbogenportal sowie ein rundbogig geschlossenes Hauptportal mit hohem Sockel und breiter Schrägung. Zwischen Erdgeschoß und erstem Obergeschoß verläuft ein Horizontalgesims. Im Inneren haben sich ein kreuzgewölbter Flur und Reste einer spätgotischen Hauskapelle erhalten. | BDA-Hist.: Q37987702 Status: Bescheid Stand der BDA-Liste: 2025-06-30 Name: Bürgerhaus GstNr.: .133                                                                                   |
| ja    | Datei hochladen | Bürgerhaus HERIS-ID: 39159 Objekt-ID: 38870 TKK: 70223                                                                                   | Rosengasse 4 Standort KG: Hall           | Das um einen Innenhof angelegte, dreigeschoßige Gebäude mit Satteldach stammt im Kern aus dem 15. Jahrhundert. Die dreiachsige Straßenfassade ist mit einem korbbogig geschlossenen Nagelfluhportal und einen Obergeschoßerker gegliedert, ein weiterer Renaissanceerker befindet sich im Innenhof. | BDA-Hist.: Q37987718 Status: Bescheid Stand der BDA-Liste: 2025-06-30 Name: Bürgerhaus GstNr.: .151                                                                                   |
| ja    | Datei hochladen | Bürgerhaus HERIS-ID: 39160 Objekt-ID: 38871 TKK: 70224                                                                                   | Rosengasse 5 Standort KG: Hall           | Das dreigeschoßige, gotische Gebäude über rechteckigem Grundriss mit Pultdach stammt im Kern aus dem 15. Jahrhundert. Die dreiachsige Straßenfassade ist mit einem Polygonalerker und einem breit abgefasten Spitzbogenportal gegliedert und wird von einer Stirnmauer mit profiliertem Kranzgesims abgeschlossen. Im Inneren haben sich eine große Flurhalle mit Mittelsäule und weitere gotische Baudetails erhalten. | BDA-Hist.: Q37987728 Status: Bescheid Stand der BDA-Liste: 2025-06-30 Name: Bürgerhaus GstNr.: .138                                                                                   |
| ja    | Datei hochladen | Bürgerhaus HERIS-ID: 43950 Objekt-ID: 44645 TKK: 70225                                                                                   | Rosengasse 6 Standort KG: Hall           | Das viergeschoßige, zwei- bzw. vierachsige Gebäude mit Satteldach und Hohlkehle stammt im Kern vom Ende des 16. Jahrhunderts. zwischen 1950 und 1980 wurde es mehrmals umgebaut und verändert. Die Fenster sind durch Putzfaschen akzentuiert, im Erdgeschoß befinden sich vier Rundbogenöffnungen in tiefen Laibungen sowie ein Breccie-Portal mit tiefem, abgestuftem Gewände. | BDA-Hist.: Q38005985 Status: Bescheid Stand der BDA-Liste: 2025-06-30 Name: Bürgerhaus GstNr.: .150                                                                                   |
| ja    | Datei hochladen | Bürgerhaus HERIS-ID: 43951 Objekt-ID: 44646 TKK: 70226                                                                                   | Rosengasse 7 Standort KG: Hall           | Das dreigeschoßige, zweiachsige Gebäude mit Satteldach stammt aus der ersten Hälfte des 19. Jahrhunderts. Die Fassade ist durch einen eingeschoßigen Polygonalerker, eine Holztür in leicht abgeschrägtem Gewände mit geradem Abschluss und ein flach segmentbogig geschlossenes Geschäftsportal gegliedert. | BDA-Hist.: Q38005993 Status: Bescheid Stand der BDA-Liste: 2025-06-30 Name: Bürgerhaus GstNr.: .139                                                                                   |
| ja    | Datei hochladen | Bürgerhaus HERIS-ID: 43952 Objekt-ID: 44647 TKK: 70227                                                                                   | Rosengasse 8 Standort KG: Hall           | Das dreigeschoßige Gebäude mit traufseitig zur Straße angelegtem Satteldach und kräftigem Kranzgesims stammt aus der ersten Hälfte des 18. Jahrhunderts. Die regelmäßige achtachsige Fassade ist durch Fenster mit Faschen und Hohlkehlen sowie ein Segmentbogenportal gegliedert. An den Erdgeschoßfenstern befinden sich starke Barockgitter. | BDA-Hist.: Q38006004 Status: Bescheid Stand der BDA-Liste: 2025-06-30 Name: Bürgerhaus GstNr.: .146                                                                                   |
| ja    | Datei hochladen | Bürgerhaus, Schusterthomele-Haus HERIS-ID: 39161 Objekt-ID: 38872 TKK: 70228                                                             | Rosengasse 9 Standort KG: Hall           | Das viergeschoßige Gebäude über rechteckigem Grundriss mit ausgebautem Dachgeschoß und Satteldach stammt im Kern aus dem 15. Jahrhundert. Die sockellose, dreiachsige Fassade mit flachem Scheingiebel und breiter Putzfasche ist mit einem über die drei Obergeschoße laufenden dreiseitigen Polygonalerker mit dreiseitigem Zeltdach gegliedert. Im Erdgeschoß befinden sich zwei große, segmentbogig geschlossene Maueröffnungen. Das Innere weist einen Flur mit weitem Tonnengewölbe und Treppenanlage auf. | BDA-Hist.: Q37987738 Status: Bescheid Stand der BDA-Liste: 2025-06-30 Name: Bürgerhaus, Schusterthomele-Haus GstNr.: .140                                                             |
| ja    | Datei hochladen | Bürgerhaus HERIS-ID: 43953 Objekt-ID: 44648 TKK: 70229                                                                                   | Rosengasse 11 Standort KG: Hall          | Das fünfgeschoßige, zweiachsige Gebäude mit Satteldach stammt im Kern aus dem 17. Jahrhundert. Die Giebelfassade ist durch einen flachen, dreigeschoßigen Polygonalerker, ein Horizontalgesims zum ersten Obergeschoß sowie ein tief eingeschnittenes Rundbogenportal und einen segmentbogig geschlossenen Geschäftseingang im Erdgeschoß gegliedert. | BDA-Hist.: Q38006015 Status: Bescheid Stand der BDA-Liste: 2025-06-30 Name: Bürgerhaus GstNr.: .141                                                                                   |
| ja    | Datei hochladen | Bürgerhaus HERIS-ID: 43954 Objekt-ID: 44649 TKK: 70230                                                                                   | Rosengasse 13 Standort KG: Hall          | Das viergeschoßige, vierachsige Gebäude stammt im Kern aus dem 16. Jahrhundert. Die Fassade ist durch zwei zweigeschoßige Polygonalerker, ein abgefastes, mit Nagelfluh eingefasstes Eingangsportal sowie einen neuen Geschäftseingang gegliedert. | BDA-Hist.: Q38006025 Status: Bescheid Stand der BDA-Liste: 2025-06-30 Name: Bürgerhaus GstNr.: .142                                                                                   |
| ja    | Datei hochladen | Bürgerhaus HERIS-ID: 39162 Objekt-ID: 38873 TKK: 70231                                                                                   | Rosengasse 15 Standort KG: Hall          | Das viergeschoßige Eckhaus über schmalrechteckigem Grundriss mit abgewalmtem Giebeldach stammt im Kern aus dem 15. Jahrhundert. Die Fassaden sind durch einen dreiseitigen Eckerker, einen dreiseitigen Polygonalerker, Erdbebenpfeiler und ein gotisches Steinfenster gegliedert. An der Ostseite befindet sich ein gotisches Steinrelief mit Darstellung eines Reiters, an der Südseite eine grüne Emailtafel mit Madonna mit Kind aus dem 16. Jahrhundert. Das Innere wurde stark erneuert, im Obergeschoß haben sich gotische Gratgewölbe erhalten. | BDA-Hist.: Q37987749 Status: Bescheid Stand der BDA-Liste: 2025-06-30 Name: Bürgerhaus GstNr.: .145                                                                                   |
| ja    | Datei hochladen | Wohnhaus, ehem. Salinengebäude HERIS-ID: 39168 Objekt-ID: 38879 TKK: 70232                                                               | Saline 2 Standort KG: Hall               | | BDA-Hist.: Q37987760 Status: Bescheid Stand der BDA-Liste: 2025-06-30 Name: Wohnhaus, ehem. Salinengebäude GstNr.: 966/3                                                              |
| ja    | Datei hochladen | Wohnhaus, ehem. Zeugschmiede HERIS-ID: 39169 Objekt-ID: 38880 TKK: 70233                                                                 | Saline 5 Standort KG: Hall               | | BDA-Hist.: Q37987770 Status: Bescheid Stand der BDA-Liste: 2025-06-30 Name: Wohnhaus, ehem. Zeugschmiede GstNr.: .298                                                                 |
| ja    | Datei hochladen | Wohnhaus HERIS-ID: 39170 Objekt-ID: 38881 TKK: 70234                                                                                     | Saline 7 Standort KG: Hall               | | BDA-Hist.: Q37987781 Status: Bescheid Stand der BDA-Liste: 2025-06-30 Name: Wohnhaus GstNr.: .299                                                                                     |
| ja    | Datei hochladen | Wohnhaus HERIS-ID: 39171 Objekt-ID: 38882 TKK: 70235                                                                                     | Saline 8 Standort KG: Hall               | | BDA-Hist.: Q37987793 Status: Bescheid Stand der BDA-Liste: 2025-06-30 Name: Wohnhaus GstNr.: .300                                                                                     |
| ja    | Datei hochladen | Wohnhaus, ehem. Salmiakfabrik HERIS-ID: 39173 Objekt-ID: 38884 TKK: 70236                                                                | Saline 10 Standort KG: Hall              | | BDA-Hist.: Q37987813 Status: Bescheid Stand der BDA-Liste: 2025-06-30 Name: Wohnhaus, ehem. Salmiakfabrik GstNr.: .301                                                                |
| ja    | Datei hochladen | Zwei Kaiser-Denkmal HERIS-ID: 11729 Objekt-ID: 7842 TKK: 70239                                                                           | Saline 10, in der Nähe Standort KG: Hall | Das Denkmal wurde 1840 nach einem Entwurf von Paul Sprenger errichtet, um an die Begegnung der beiden Kaiser Franz I. von Österreich und Alexander I. von Russland am 11. Oktober 1822 zu erinnern. Die gusseiserne, über vier Meter hohe Säule weist neugotische Stilelemente wie Dreieckgiebel und eine krabbengeschmückte Turmspitze auf. Auf drei Seiten befinden sich von einem Doppeladler bekrönte Inschriften. | BDA-Hist.: Q38110800 Status: Bescheid Stand der BDA-Liste: 2025-06-30 Name: Zwei Kaiser-Denkmal GstNr.: .309/1 Zwei-Kaiser-Säule, Hall in Tirol                                       |
| ja    | Datei hochladen | Ehem. Sudhaus HERIS-ID: 39172 Objekt-ID: 38883 TKK: 70237                                                                                | Saline 15 Standort KG: Hall              | | BDA-Hist.: Q37987804 Status: Bescheid Stand der BDA-Liste: 2025-06-30 Name: Ehem. Sudhaus GstNr.: 77/1                                                                                |
| ja    | Datei hochladen | Ehem. Salzmagazin HERIS-ID: 46803 Objekt-ID: 49017 TKK: 70238                                                                            | Saline 18 Standort KG: Hall              | Der zweigeschoßige gemauerte Bau über langgestrecktem, rechteckigem Grundriss mit biberschwanzgedecktem Walmdach wurde 1852–1854 als Salzmagazin errichtet und 1995–1997 nach Plänen von Hanno Schlögl als Veranstaltungsraum adaptiert. Das Gebäude ist außen durch ein umlaufendes, profiliertes Horizontalgesims zwischen Erdgeschoß und Obergeschoß und ein profiliertes Kranzgesims gegliedert. Im Inneren ist die große Halle mit 15 Mittelsäulen aus großen Breccietrommeln heute durch eine flache Holzdecke abgeschlossen. Südlich steht ein 1952 erbauter Verdampfungsturm, der mit dem Salzmagazin über einen überdachten Torbogen verbunden ist. | BDA-Hist.: Q38023850 Status: Bescheid Stand der BDA-Liste: 2025-06-30 Name: Ehem. Salzmagazin GstNr.: .306 Former Salzmagazin Hall in Tirol                                           |
| ja    | Datei hochladen | Kath. Filialkirche, Salvatorkirche HERIS-ID: 43970 Objekt-ID: 44665 TKK: 70266                                                           | bei Salvatorgasse 21 Standort KG: Hall   | Die einschiffige Kirche ist in die Häuserzeile der Salvatorgasse eingebunden. Sie wurde von Johann Kripp gestiftet, 1406 geweiht, 1777–1782 barockisiert und 1871 nach einem Brand neu gewölbt. Das Langhaus ist durch zweistufige Strebepfeiler gegliedert, im Osten schließt ein eingezogener Chor mit Dreiecklisenen, im Süden ein gotischer Sakristeianbau und in der Nordwestecke ein Treppenturm an. Die Fassade ist mit Spitzbogenfenstern (teilweise mit Maßwerk), einem umlaufenden Kaffgesims und einem gekehlten Nordportal mit Rundstäben gegliedert. Innen ist das zweijochige Langhaus mit einem Kreuzrippengewölbe auf tief eingezogenen Strebepfeilern mit schulterbogigen Durchgängen versehen. Im Westen befindet sich eine Empore mit Spitzbögen über polygonalen Pfeilern, und einer Steinbrüstung mit Vierpässen. Der Triumphbogen ist spitzbogig, der einjochige Chor fünfseitig geschlossen mit Netzrippengewölbe auf Wandpfeilern. An der Chorwand befindet sich ein Fresko mit Darstellung des Jüngsten Gerichts (um 1406), das Hans von Bruneck zugeschrieben wird. | BDA-Hist.: Q38006207 Status: Bescheid Stand der BDA-Liste: 2025-06-30 Name: Kath. Filialkirche, Salvatorkirche GstNr.: .212 Salvatorkirche (Hall in Tirol)                            |
| ja    | Datei hochladen | Bürgerhaus HERIS-ID: 43955 Objekt-ID: 44650 TKK: 70240                                                                                   | Salvatorgasse 1 Standort KG: Hall        | Das mächtige, bis zur Schmiedgasse reichende Gebäude mit doppeltem Grabendach stammt im Kern aus dem 14. Jahrhundert. Die viergeschoßige, unregelmäßig gegliederte Nordfassade weist einen Erdbebenpfeiler, ein rundbogig geschlossenes Eingangsportal und einen Geschäftseinbau im Erdgeschoß auf. Die dreigeschoßige, dreiachsige Südseite zur Schmiedgasse ist durch einen Polygonalerker gegliedert. | BDA-Hist.: Q38006043 Status: Bescheid Stand der BDA-Liste: 2025-06-30 Name: Bürgerhaus GstNr.: .189                                                                                   |
| ja    | Datei hochladen | Bürgerhaus HERIS-ID: 43956 Objekt-ID: 44651 TKK: 70241                                                                                   | Salvatorgasse 2 Standort KG: Hall        | Das viergeschoßige, langgestreckte Gebäude mit traufseitig zur Straße orientiertem Satteldach stammt aus der ersten Hälfte des 18. Jahrhunderts und war früher das Gasthaus Bären. Die neunachsige Straßenfassade wird durch ein breites Kranzgesims abgeschlossen und durch regelmäßig angeordnete und mit kräftigen Stuckfaschen versehene Fenster sowie durch zwei eingeschoßige Rechteckerker im ersten Obergeschoß gegliedert. | BDA-Hist.: Q38006056 Status: Bescheid Stand der BDA-Liste: 2025-06-30 Name: Bürgerhaus GstNr.: .18/1                                                                                  |
| ja    | Datei hochladen | Bürgerhaus, Hörtnagel-Haus HERIS-ID: 39174 Objekt-ID: 38886 TKK: 70242                                                                   | Salvatorgasse 3 Standort KG: Hall        | Das viergeschoßige Gebäude mit Grabendach stammt im Kern aus dem 14. Jahrhundert. Die sockellose, vierachsige Straßenfassade mit profiliertem Abschlussgesims ist durch zwei dreiseitige Polygonalerker, hohlgekehlte Fenster und Erdbebenstützmauern gegliedert. Das Innere weist einen Flur mit Gratgewölbe und tiefen Stichkappen, Treppenhaus und Lichtschacht auf. In den Wohnungen haben sich Holzbalkendecken, gotische Gewölbe und Decken mit einfachen Stuckleisten erhalten. | BDA-Hist.: Q37987824 Status: Bescheid Stand der BDA-Liste: 2025-06-30 Name: Bürgerhaus, Hörtnagel-Haus GstNr.: .190                                                                   |
| ja    | Datei hochladen | Stadtbräuhaus HERIS-ID: 39175 Objekt-ID: 38887 TKK: 70243                                                                                | Salvatorgasse 4 Standort KG: Hall        | Das dreigeschoßige Gebäude mit breiter, sechsachsiger Fassade stammt im Kern aus dem 15. Jahrhundert. Es wurde im 16. Jahrhundert, um 1840 und im 20. Jahrhundert umgebaut. Der Innenhof zählt zu den schönsten Renaissanceinnenhöfen von Hall. Im Inneren haben sich gotische Gewölbe und Portale erhalten. | BDA-Hist.: Q37987832 Status: Bescheid Stand der BDA-Liste: 2025-06-30 Name: Stadtbräuhaus GstNr.: .19                                                                                 |
| ja    | Datei hochladen | Bürgerhaus HERIS-ID: 43957 Objekt-ID: 44652 TKK: 70244                                                                                   | Salvatorgasse 5 Standort KG: Hall        | Das viergeschoßige, zwei- bzw. dreiachsige Gebäude mit einfachem Grabendach stammt im Kern aus dem 14. Jahrhundert und wurde 1984/1985 generalsaniert. An der Fassade wurde dabei Quadermalerei freigelegt. Im Erdgeschoß befinden sich zwei abgefaste Rundbogenöffnungen, im ersten Obergeschoß ein eingeschoßiger, dreiseitiger Polygonalerker. Das Gebäude ist über ein Stiegenhaus im Haus Salvatorgasse 7 erschlossen. | BDA-Hist.: Q38006066 Status: Bescheid Stand der BDA-Liste: 2025-06-30 Name: Bürgerhaus GstNr.: .192                                                                                   |
| ja    | Datei hochladen | Bürgerhaus, Einhornwirtshaus, Glaserhaus HERIS-ID: 39176 Objekt-ID: 38888 TKK: 70245                                                     | Salvatorgasse 6 Standort KG: Hall        | Das schmale, viergeschoßige, in den Hang gebaute Haus mit Satteldach stammt im Kern aus dem 16. Jahrhundert. Die dreiachsige Straßenfassade ist durch zwei Dachbodenfenster mit Holzkehle im Giebelfeld und einen dreiseitigen Polygonalerker gegliedert. Der gotische Charakter des Hauses ist trotz späterer Umbauten innen und außen größtenteils erhalten. | BDA-Hist.: Q37987844 Status: Bescheid Stand der BDA-Liste: 2025-06-30 Name: Bürgerhaus, Einhornwirtshaus, Glaserhaus GstNr.: .21                                                      |
| ja    | Datei hochladen | Bürgerhaus HERIS-ID: 39177 Objekt-ID: 38889 TKK: 70246                                                                                   | Salvatorgasse 7 Standort KG: Hall        | Das breit gelagerte Gebäude mit gewalmtem Grabendach stammt im Kern aus dem 16. Jahrhundert und wurde 1984/1985 generalsaniert. Die Fassade ist durch zwei große Maueröffnungen mit Rundbogenabschluss im Erdgeschoß und zwei dreiseitige Polygonalerker in den Obergeschoßen gegliedert. Das unverputzte Brecciemauerwerk reicht bis über das 1. Obergeschoß. An der Fassade wurden Fresken mit Quadermalerei, Ritter- und Schützendarstellungen freigelegt, über dem Portal befindet sich ein gemaltes Blechschild mit der Darstellung des Hauses und zwei knieenden Patronen. | BDA-Hist.: Q37987854 Status: Bescheid Stand der BDA-Liste: 2025-06-30 Name: Bürgerhaus GstNr.: .192                                                                                   |
| ja    | Datei hochladen | Bürgerhaus HERIS-ID: 43958 Objekt-ID: 44653 TKK: 70247                                                                                   | Salvatorgasse 8 Standort KG: Hall        | Das viergeschoßige, vierachsige Gebäude mit Satteldach und zwei dreiseitigen Polygonalerkern stammt im Kern aus dem 14. Jahrhundert, wurde im 17. Jahrhundert umgebaut und in den Jahren 1988/1989 generalsaniert. | BDA-Hist.: Q38006076 Status: Bescheid Stand der BDA-Liste: 2025-06-30 Name: Bürgerhaus GstNr.: .22                                                                                    |
| ja    | Datei hochladen | Bürgerhaus HERIS-ID: 43959 Objekt-ID: 44654 TKK: 70248                                                                                   | Salvatorgasse 9 Standort KG: Hall        | Das dreigeschoßige, zwei- bis dreiachsiges Gebäude an der Ecke zur Marktstraße stammt im Kern aus dem 16. Jahrhundert. Die Fassade ist durch Dachbodenfenster im Giebelfeld, einen Rechteckerker im zweiten Obergeschoß sowie ein über das Erdgeschoß laufendes Horizontalgesims gegliedert. Im Inneren befindet sich eine Wendeltreppe. | BDA-Hist.: Q38006086 Status: Bescheid Stand der BDA-Liste: 2025-06-30 Name: Bürgerhaus GstNr.: .201                                                                                   |
| ja    | Datei hochladen | Bürgerhaus, Bräuhauspoldl-Haus HERIS-ID: 39178 Objekt-ID: 38890 TKK: 70249                                                               | Salvatorgasse 10 Standort KG: Hall       | Das breite, viergeschoßige, sockelloses Gebäude mit ausgebautem Dachgeschoß und Walmdach stammt im Kern aus dem 14. Jahrhundert. Die fünfachsige Fassade ist mit einem abschließenden, stark profilierten Gesimse und zwei dreiseitigen, zweigeschoßigen Polygonalerkern gegliedert. Im Erdgeschoß befinden sich zwei Erdbebenpfeiler, ein im Korbbogen geschlossenes, abgefastes Nagelfluhportal sowie ein Ladenausbruch aus jüngerer Zeit. Im Inneren haben sich gotische Baudetails wie eine große Halle mit weitem Tonnengewölbe im Erdgeschoß und eine Wendeltreppe erhalten. | BDA-Hist.: Q37987873 Status: Bescheid Stand der BDA-Liste: 2025-06-30 Name: Bürgerhaus, Bräuhauspoldl-Haus GstNr.: .23                                                                |
| ja    | Datei hochladen | Bürgerhaus HERIS-ID: 43960 Objekt-ID: 44655 TKK: 70250                                                                                   | Salvatorgasse 11 Standort KG: Hall       | Das fünfgeschoßige Gebäude mit Satteldach stammt im Kern aus dem 16. Jahrhundert. Die dreiachsige Straßenfassade ist durch einen zweigeschoßigen Rechteckerker in der Mittelachse gegliedert. Im Erdgeschoß befindet sich ein segmentbogig geschlossener Geschäftseinbau und eine rückversetzte Eingangstür aus den 1930er Jahren. Im Inneren haben sich eine Wendeltreppe, ein Lichtschacht und eine Holzbalkendecke im ersten Obergeschoß erhalten. | BDA-Hist.: Q38006096 Status: Bescheid Stand der BDA-Liste: 2025-06-30 Name: Bürgerhaus GstNr.: .202                                                                                   |
| ja    | Datei hochladen | Bürgerhaus HERIS-ID: 43961 Objekt-ID: 44656 TKK: 70251                                                                                   | Salvatorgasse 12 Standort KG: Hall       | Das viergeschoßige, unregelmäßig gegliederte Gebäude mit einer horizontalen Blendmauer stammt im Kern aus dem 16./17. Jahrhundert. Die Fassade ist durch zwei flache, dreiseitige Polygonalerker sowie zwei flach segmentbogig geschlossene Maueröffnungen und eine abgefaste, rundbogige Mittelöffnung im Erdgeschoß gegliedert. Das Innere weist einen bis zur Hausrückseite durchgehenden Flur mit Stichkappen im ersten Obergeschoß sowie einen Lichtschacht und eine Wendeltreppe auf. | BDA-Hist.: Q38006107 Status: Bescheid Stand der BDA-Liste: 2025-06-30 Name: Bürgerhaus GstNr.: .24                                                                                    |
| ja    | Datei hochladen | Bürgerhaus HERIS-ID: 39179 Objekt-ID: 38891 TKK: 70252                                                                                   | Salvatorgasse 13 Standort KG: Hall       | Das schmale, fünfgeschoßige Gebäude mit Walmdach stammt im Kern aus dem 15. Jahrhundert. Die dreiachsige Fassade ist mit einem leicht vorspringenden, hohlgekehlten Giebel, profilierten, kielbogenartigen Vertiefungen im dritten Obergeschoß und einem zweigeschoßigen, dreiseitigen Polygonalerker mit Zeltdach und profiliertem Anlauf gegliedert. Im Erdgeschoß befindet sich ein spätgotisches Portal aus Kramsacher Marmor mit mehrfach abgestuftem Sockel, tiefer Hohlkehle und Spitzbogen, darüber ein Madonnenrelief aus dem 19. Jahrhundert. | BDA-Hist.: Q37987882 Status: Bescheid Stand der BDA-Liste: 2025-06-30 Name: Bürgerhaus GstNr.: .203                                                                                   |
| ja    | Datei hochladen | Bürgerhaus, ehem. Ballhaus HERIS-ID: 39180 Objekt-ID: 38892 TKK: 70253                                                                   | Salvatorgasse 14 Standort KG: Hall       | Das breite, dreigeschoßige Gebäude mit Grabendach stammt im Kern aus dem 15. Jahrhundert. Die vierachsige, sockellose Fassade ist mit Fenstern mit alten Hohlkehlen und einem einfachen Rechteckerker gegliedert. Die Erdbebenmauern reichen bis über das unterste Fenstergeschoß. Im Inneren haben sich große Räume mit weiten Gewölben, ein Stichkappenflur, eine breite Wendeltreppe, ein mächtiger Lichthof mit abschließendem Kreuzgratgewölbe und zahlreiche gotische Baudetails erhalten. | BDA-Hist.: Q37987889 Status: Bescheid Stand der BDA-Liste: 2025-06-30 Name: Bürgerhaus, ehem. Ballhaus GstNr.: .25                                                                    |
| ja    | Datei hochladen | Bürgerhaus HERIS-ID: 43962 Objekt-ID: 44657 TKK: 70254                                                                                   | Salvatorgasse 15 Standort KG: Hall       | Das viergeschoßige, dreiachsige Gebäude mit Satteldach stammt im Kern aus dem 16. Jahrhundert. Die Fassade ist durch einen ein- und einen zweigeschoßigen Polygonalerker und Rosettenöffnungen im Dachgeschoß gegliedert. Im Inneren befindet sich eine breite Wendeltreppe, das Treppengeländer weist zum Teil noch barocke Elemente auf. | BDA-Hist.: Q38006117 Status: Bescheid Stand der BDA-Liste: 2025-06-30 Name: Bürgerhaus GstNr.: .204                                                                                   |
| ja    | Datei hochladen | Bürgerhaus HERIS-ID: 43963 Objekt-ID: 44658 TKK: 70255                                                                                   | Salvatorgasse 16 Standort KG: Hall       | Das viergeschoßige, dreiachsige Gebäude mit Grabendach und Rechteckerker stammt im Kern aus dem 14. Jahrhundert. Es wurde durch mehrere Umbauten, z. B. einen Geschäftseinbau im Erdgeschoß, verändert. | BDA-Hist.: Q38006127 Status: Bescheid Stand der BDA-Liste: 2025-06-30 Name: Bürgerhaus GstNr.: .26                                                                                    |
| ja    | Datei hochladen | Bürgerhaus HERIS-ID: 43964 Objekt-ID: 44659 TKK: 70256                                                                                   | Salvatorgasse 17 Standort KG: Hall       | Das viergeschoßige, dreiachsige Gebäude mit barockem Giebelabschluss stammt im Kern aus dem 17. Jahrhundert. Die Fassade ist durch Putzornamente in den Fensterparapeten des zweiten Obergeschoßes und im Giebelfeld gegliedert. | BDA-Hist.: Q38006137 Status: Bescheid Stand der BDA-Liste: 2025-06-30 Name: Bürgerhaus GstNr.: .208                                                                                   |
| ja    | Datei hochladen | Bürgerhaus HERIS-ID: 43965 Objekt-ID: 44660 TKK: 70257                                                                                   | Salvatorgasse 18 Standort KG: Hall       | Das viergeschoßige, dreiachsige Gebäude mit Satteldach stammt im Kern aus dem 16. Jahrhundert und wurde im 17. und 18. Jahrhundert umgebaut. 1965 wurde die Fassade erneuert. | BDA-Hist.: Q38006158 Status: Bescheid Stand der BDA-Liste: 2025-06-30 Name: Bürgerhaus GstNr.: .27                                                                                    |
| ja    | Datei hochladen | Bürgerhaus, ehem. Lotteriehaus HERIS-ID: 39181 Objekt-ID: 38893 TKK: 70258                                                               | Salvatorgasse 19 Standort KG: Hall       | Das schmale, viergeschoßige Gebäude mit flachem Giebeldach stammt im Kern aus dem 15. Jahrhundert. Die dreiachsige Fassade ist durch zwei abgefaste Dachbodenfenster, einen schmalen, dreigeschoßigen, zweiseitigen Mittelerker, einen dreiseitigen Polygonalerker, leicht vortretende Erdbebenmauern, ein im Korbbogen geschlossenes, breit abgefastes Fenster und ein rundbogig geschlossenes, breit abgefastes Nagelfluhportal mit schwach vorspringendem Sockel im Erdgeschoß gegliedert. Auch im Inneren haben sich gotische Bauformen wie eine Flurhalle mit Tonnengewölbe, eine Lichthofanlage und eine Wendeltreppe erhalten. | BDA-Hist.: Q37987899 Status: Bescheid Stand der BDA-Liste: 2025-06-30 Name: Bürgerhaus, ehem. Lotteriehaus GstNr.: .209                                                               |
| ja    | Datei hochladen | Bürgerhaus HERIS-ID: 43966 Objekt-ID: 44661 TKK: 70259                                                                                   | Salvatorgasse 20 Standort KG: Hall       | Das viergeschoßige Gebäude mit dreiachsiger Fassade und Satteldach stammt im Kern aus dem 14. Jahrhundert. Die Fassade ist durch einen bis zum ersten Obergeschoß reichenden Erdbebenpfeiler an der linken Seite gegliedert. Das Innere weist einen tonnengewölbten Flur im Erdgeschoß, einen Keller mit Stichkappengewölbe, einen Lichthof mit umlaufendem Gang, teilweise noch mit balusterartig ausgeschnittenen Brüstungsbrettern auf. | BDA-Hist.: Q38006168 Status: Bescheid Stand der BDA-Liste: 2025-06-30 Name: Bürgerhaus GstNr.: .28                                                                                    |
| ja    | Datei hochladen | Bürgerhaus HERIS-ID: 43967 Objekt-ID: 44662 TKK: 70260                                                                                   | Salvatorgasse 21 Standort KG: Hall       | Das Gebäude mit Baukern aus dem 16. Jahrhundert besteht aus zwei Teilen. Die rechte Haushälfte ist ein niederes, dreigeschoßiges, zwei- bis dreiachsiges Haus mit Pultdach. Es weist ein tief eingeschnittenes, abgefastes Rundbogenportal aus verputzten Natursteinen auf. Die linke Haushäflte ist ein dreigeschoßiges, dreiachsiges Haus mit Satteldach. Es ist durch zwei eingeschoßige Polygonalerker, bis über das erste Obergeschoß reichendes Brecciemauerwerk und ein tief eingeschnittenes Portal gegliedert. | BDA-Hist.: Q38006179 Status: Bescheid Stand der BDA-Liste: 2025-06-30 Name: Bürgerhaus GstNr.: .211                                                                                   |
| ja    | Datei hochladen | Bürgerhaus HERIS-ID: 43968 Objekt-ID: 44663 TKK: 70261                                                                                   | Salvatorgasse 22 Standort KG: Hall       | Das fünfgeschoßige, fünfachsige Haus mit Rechteck- und Dreieckerker wurde Ende des 20. Jahrhunderts neu gebaut. | BDA-Hist.: Q38006188 Status: Bescheid Stand der BDA-Liste: 2025-06-30 Name: Bürgerhaus GstNr.: .29                                                                                    |
| ja    | Datei hochladen | Mesnerhaus HERIS-ID: 43969 Objekt-ID: 44664 TKK: 70262                                                                                   | Salvatorgasse 23 Standort KG: Hall       | Das Mesnerhaus der Salvatorkirche stammt im Kern aus dem 15. Jahrhundert. Das dreigeschoßige, schmale Gebäude mit Pultdach und vorspringender zweiachsiger Fassade weist eine einfache architektonische Gliederung und mehrere gotische Baudetails auf. | BDA-Hist.: Q38006197 Status: Bescheid Stand der BDA-Liste: 2025-06-30 Name: Mesnerhaus GstNr.: .213/1                                                                                 |
| ja    | Datei hochladen | Bürgerhaus HERIS-ID: 43971 Objekt-ID: 44666 TKK: 70263                                                                                   | Salvatorgasse 24 Standort KG: Hall       | Das fünfgeschoßige, dreiachsige Gebäude aus dem 17. Jahrhundert wurde im 20. Jahrhundert umgebaut. Im Erdgeschoß befinden sich ein Rundbogenportal mit abgefastem Gewände und eine Segmentbogenöffnung. | BDA-Hist.: Q38006219 Status: Bescheid Stand der BDA-Liste: 2025-06-30 Name: Bürgerhaus GstNr.: .30                                                                                    |
| ja    | Datei hochladen | Bürgerhaus, ehem. Kreuzwirt-Haus, Zum Goldenen Kreuz HERIS-ID: 39182 Objekt-ID: 38894 TKK: 70264                                         | Salvatorgasse 25 Standort KG: Hall       | Das breite, dreigeschoßige Gebäude über rechteckigem Grundriss mit mächtigem Walmdach stammt im Kern aus dem 16. Jahrhundert. Die zweiachsige Hauptfassade mit Sockel ist mit zwei breiten, zweigeschoßigen, dreiseitigen Polygonalerkern, einem im Korbbogen geschlossenen und abgefasten Fenster sowie einem rundbogigen Eingangsportal aus Nagelfluh gegliedert. An der sonst schmucklosen Ostfassade befinden sich fünf kleine ovale Dachbodenfenster. Im Inneren haben sich zahlreiche Baudetails aus gotischer und barocker Zeit erhalten. | BDA-Hist.: Q37987908 Status: Bescheid Stand der BDA-Liste: 2025-06-30 Name: Bürgerhaus, ehem. Kreuzwirt-Haus, Zum Goldenen Kreuz GstNr.: .213/2, .214                                 |
| ja    | Datei hochladen | Bürgerhaus HERIS-ID: 43972 Objekt-ID: 44667 TKK: 70265                                                                                   | Salvatorgasse 26 Standort KG: Hall       | Das dreigeschoßige, dreiachsige Gebäude mit Grabendach stammt im Kern aus dem 16. Jahrhundert und wurde im 17., 18. und 19. Jahrhundert umgebaut. 1961 wurde die Fassade erneuert und ein geputztes Werbe- und Namensschild angebracht. Die Fassade ist mit einem eingeschoßigen Polygonalerker und zwei Rundbogenportalen im Erdgeschoß gegliedert. | BDA-Hist.: Q38006230 Status: Bescheid Stand der BDA-Liste: 2025-06-30 Name: Bürgerhaus GstNr.: .31/1, .31/2                                                                           |
| ja    | Datei hochladen | Gartenmauern HERIS-ID: 110028 Objekt-ID: 127678 TKK:                                                                                     | Salzburger Straße Standort KG: Hall      | | BDA-Hist.: Q37816527 Status: § 2a Stand der BDA-Liste: 2025-06-30 Name: Gartenmauern GstNr.: 46/2, 46/4, .257                                                                         |
| ja    | Datei hochladen | Bürgerhaus HERIS-ID: 43973 Objekt-ID: 44668 TKK: 70267                                                                                   | Salzburger Straße 1 Standort KG: Hall    | | BDA-Hist.: Q38006241 Status: Bescheid Stand der BDA-Liste: 2025-06-30 Name: Bürgerhaus GstNr.: .249                                                                                   |
| ja    | Datei hochladen | Sog. Seeger-Haus, ehem. Badhaus HERIS-ID: 43974 Objekt-ID: 44669 TKK: 70268                                                              | Salzburger Straße 2 Standort KG: Hall    | | BDA-Hist.: Q38006251 Status: Bescheid Stand der BDA-Liste: 2025-06-30 Name: Sog. Seeger-Haus, ehem. Badhaus GstNr.: .281                                                              |
| ja    | Datei hochladen | Bürgerhaus HERIS-ID: 43975 Objekt-ID: 44670 TKK: 70269                                                                                   | Salzburger Straße 3 Standort KG: Hall    | | BDA-Hist.: Q38006260 Status: Bescheid Stand der BDA-Liste: 2025-06-30 Name: Bürgerhaus GstNr.: .250                                                                                   |
| ja    | Datei hochladen | Gasthof Bretze HERIS-ID: 39183 Objekt-ID: 38895 TKK: 70271                                                                               | Salzburger Straße 5 Standort KG: Hall    | | BDA-Hist.: Q37987913 Status: Bescheid Stand der BDA-Liste: 2025-06-30 Name: Gasthof Bretze GstNr.: .251                                                                               |
| ja    | Datei hochladen | Bürgerhaus HERIS-ID: 41547 Objekt-ID: 42064 TKK: 70272                                                                                   | Salzburger Straße 7 Standort KG: Hall    | | BDA-Hist.: Q38001624 Status: Bescheid Stand der BDA-Liste: 2025-06-30 Name: Bürgerhaus GstNr.: .252                                                                                   |
| ja    | Datei hochladen | Bürgerhaus HERIS-ID: 43976 Objekt-ID: 44671 TKK: 70273                                                                                   | Salzburger Straße 9 Standort KG: Hall    | | BDA-Hist.: Q38006269 Status: Bescheid Stand der BDA-Liste: 2025-06-30 Name: Bürgerhaus GstNr.: .253                                                                                   |
| ja    | Datei hochladen | Bürgerhaus HERIS-ID: 39185 Objekt-ID: 38900 TKK: 70274                                                                                   | Salzburger Straße 11 Standort KG: Hall   | | BDA-Hist.: Q37987931 Status: Bescheid Stand der BDA-Liste: 2025-06-30 Name: Bürgerhaus GstNr.: .254                                                                                   |
| ja    | Datei hochladen | Bürgerhaus HERIS-ID: 39186 Objekt-ID: 38901 TKK: 70275                                                                                   | Salzburger Straße 13 Standort KG: Hall   | | BDA-Hist.: Q37987941 Status: Bescheid Stand der BDA-Liste: 2025-06-30 Name: Bürgerhaus GstNr.: .255                                                                                   |
| ja    | Datei hochladen | Bürgerhaus HERIS-ID: 43977 Objekt-ID: 44672 TKK: 70276                                                                                   | Salzburger Straße 15 Standort KG: Hall   | Das zweigeschoßige Häuschen mit Walmdach, ovalem Dachfenster und einfachen Proportionen stammt vermutlich aus dem 17. Jahrhundert. Es ist in die untere Mauer des Damenstiftgartens eingebunden. | BDA-Hist.: Q38006278 Status: Bescheid Stand der BDA-Liste: 2025-06-30 Name: Bürgerhaus GstNr.: .257                                                                                   |
| ja    | Datei hochladen | Ansitz, Siberschlössl HERIS-ID: 56510 Objekt-ID: 65979 TKK: 70277                                                                        | Salzburger Straße 38 Standort KG: Hall   | Der ins 16. Jahrhundert zurückgehende Ansitz besteht aus einem zweigeschoßigen östlichen Teil mit Walmdach und einem im Westen anschließenden dreigeschoßigen, späthistoristischen Bau, der um 1899 errichtet wurde. Die Fassaden sind durch einen zweigeschoßigen, polygonalen Tuffsteinerker an Südwestecke, einen schmalen überdachten Holzbalkon mit ornamentiertem Eisengitter an der Südseite und einen Balkon auf Konsolen mit Korbgitter an der Westseite gegliedert und mit Wandbildern des hl. Leonhard, der Muttergottes mit Kind und einer Sonnenuhr geschmückt. Auf der Nordseite sind Teile des Daches und die anschließende darunter liegende Dachfläche zur Belichtung des Ateliers, das von 1890 bis 1919 von Alfons Siber genutzt wurde, großflächig verglast. | BDA-Hist.: Q38072799 Status: Bescheid Stand der BDA-Liste: 2025-06-30 Name: Ansitz, Siberschlössl GstNr.: 500/2, .457 Siberschlössl                                                   |